# Valerie Susan Holmes
Valerie Susan Holmes là người giữ danh hiệu Hoa hậu Quốc tế vào năm 1969.

## Xuất thân
Valerie sinh vào tháng 11 năm 1946 ở Winchmore Hill, một vùng ngoại ô nhỏ ở Luân Đôn, Vương quốc Liên hiệp Anh. Bố mẹ cô là Ernest và Phyllis Holmes.

## Các cuộc thi sắc đẹp
Cô chiến thắng cuộc thi Hoa hậu Enfield năm 1969 và giành quyền đại diện vùng này tại cuộc thi cấp toàn quốc. Valerie tiếp tục giành được vương miện Hoa hậu Anh cuối năm đó.

Cô là người Anh đầu tiên đăng quang ngôi vị Hoa hậu Quốc tế vào năm 1969 trong cuộc thi được tổ chức tại Tokyo, Nhật Bản.

1 năm sau đó, Valerie trở lại Osaka, Nhật Bản để trao lại vương miện cho người kế nhiệm Aurora McKenny Pijuan.

## Cuộc sống sau vương miện
Sau khi tốt nghiệp đại học, Valerie làm việc tại Hoa Kỳ. Cô lập gia đình và vẫn sinh sống tại đây.